# The Heist (álbum de Macklemore & Ryan Lewis)
The Heist es el álbum de estudio debut del dúo de hip hop estadounidense Macklemore y Ryan Lewis. Fue lanzado el 9 de octubre de 2012, por Macklemore LLC, distribuido por Alternative Distribution Alliance. El álbum fue producido de manera independiente, auto-grabado y auto-editado por el dúo, sin promoción de una disquera principal o con su apoyo. Después del lanzamiento del álbum, el dúo contrató un departamento de promoción de radio de Warner Music Group para ayudar al lanzamiento de sus sencillos, mientras que a cambio se le daba a Warner un pequeño porcentaje de las ventas.
El disco fue grabado en Seattle, Washington entre 2009 y 2012. Dentro de cada serie de sencillos que fueron lanzados, antes del lanzamiento del álbum (a partir de 2010 en adelante); el quinto sencillo "Thrift Shop", que fue el éxito comercial más - alcanzando el número uno en el Billboard Hot 100, el número uno en 17 países, incluyendo posiciones número uno en Nueva Zelanda y Australia, así como una exitosa carrera en el listas de éxitos en muchos otros países. El álbum tercer sencillo "Can't Hold Us" también fue en gran medida un éxito comercial, alcanzando el número uno en los Estados Unidos, Australia y Suecia.
El álbum vendió 78.000 copias en su primera semana, debutando en el número 2 en el Billboard 200 y en el número uno en el Billboard Top R & B / Hip-Hop Albums y en la lista Top Rap Albums, al introducirse dentro de la lista de álbumes canadienses alcanzó el número 4. El álbum recibió opiniones generalmente positivas de los críticos. El 26 de enero de 2014, ganó el premio Grammy por Mejor Álbum de Rap, donde también fue nominado a Álbum del Año y ganó Macklemore y Ryan Lewis el premio al mejor nuevo artista. A principios de 2016, el álbum había vendido poco más de 1.490.000 copias en los Estados Unidos.

## Antecedentes
En julio de 2012, Macklemore y Ryan Lewis anunciaron que su álbum debut de larga duración se titularía The Heist, y que sería lanzado el 9 de octubre de 2012, así como una posterior gira mundial para promocionar el lanzamiento. El 18 de julio de 2012, el dúo lanzó un sencillo con la colaboración de Mary Lambert  titulado "Same Love", en apoyo al Referéndum 74 en relación con el matrimonio homosexual en el estado de Washington. se anunció que la canción sería incluida en el álbum, ya que se habían publicado previamente los sencillos  "Wing$" y "Can't Hold Us". En una entrevista con The Sermon's Domain, Macklemore confirmó una colaboración con Schoolboy Q en una canción sobre Cadillacs llamada "White Walls". La canción titulada "Jimmy Iovine", con Ab-Soul también fue confirmada. El 4 de septiembre de 2012, Macklemore y Ryan Lewis dieron a conocer un vídeo promocional de la edición de lujo de The Heist, mostrándolo como una caja hecha de imitación de piel de cocodrilo.

## Recepción de la crítica
Tras su lanzamiento, The Heist recibió opiniones generalmente positivas de los críticos. En Metacritic, que asigna una calificación normalizada de 100 a comentarios de la prensa, el álbum recibió una puntuación media de 74, lo que indica "críticas generalmente favorables", basado en 8 críticas. David Jeffries de Allmusic dijo: "Macklemore hace una mezcla de todo lo anterior con algunas cualidades distintivas, y con Lewis pone ese estilo de caleidoscopio en el trabajo, The Heist termina una rica combinación de lo dulce y familiar". Nathan S de DJBooth dijo:" en última instancia, estas canciones y todas las demás son historias, y para llamar a Macklemore un rapero que narra, sería una subestimación. es el único que cuenta historias, como la suya, que sólo resulta que es el tipo de narrador dotado que se mantendrá a sus fans. " Adam Fleischer de XXL alabó su originalidad y la producción, indicando "es este tipo de agudas observaciones sobre la condición humana y con ganas de autoconciencia que establece este esfuerzo de separación. esta realidad, junto con la vasta producción de Ryan Lewis, audaz y en capas, hace de The Heist un disco verdaderamente hermoso que desafía las fronteras musicales. "
Edwin Ortiz de HipHopDX clasificó el álbum con 4 de 5 estrellas, diciendo que el álbum era "un equilibrio ejemplar de cortes graves y alegres por igual, muy rara vez se decidía tratar aThe Heist por encima de sus posibilidades. Y cuando lo hace, es más debido a la falta de creatividad que a la colocación de la fuerza humana. " Jody Rosen de Rolling Stone dijo:" el disco tiene su gracia (el single "Thrift Shop", una oda descarada de trapos de segunda mano) y sus virtudes (el himno al Matrimonio Igualitario "Same Love "). Por desgracia, la virtud de Macklemore abruma sus encantos mucho más modestos." En su lista de Barnes & Noble, Robert Christgau nombrado The Heist como el septuagésimo segundo mejor disco del 2012.

## Rendimiento comercial
The Heist debutó en el número 2 en la lista Billboard 200, solo por detrás de Mumford & Sons con su álbum Babel y vendió 78.000 copias en su primera semana, marcando la mejor semana de ventas para Macklemore y Lewis. El 83% de las ventas de la primera semana fueron derivadas de descarga digital. El 3 de abril de 2013, se anunció que el álbum había alcanzado el estatus de oro, con más de 500.000 copias vendidas. En febrero de 2016, se habían vendido 1.490.000 copias en el país. También debutó en el número 4 en el Canadian albums Chart.

## Lista de canciones
| N.º | Título                                                     | Escritor(es)                             | Duración |  |
| 1.  | «Ten Thousand Hours»                                       | Ben Haggerty Ryan Lewis Chris Mansfield  | 4:09     |  |
| 2.  | «Can't Hold Us» (featuring Ray Dalton)                     | Haggerty Lewis Dalton                    | 4:18     |  |
| 3.  | «Thrift Shop» (featuring Wanz)                             | Haggerty Lewis                           | 3:57     |  |
| 4.  | «Thin Line» (featuring Buffalo Madonna)                    | Haggerty Lewis Nate Quiroga              | 4:16     |  |
| 5.  | «Same Love» (featuring Mary Lambert)                       | Haggerty Lewis Lambert                   | 5:20     |  |
| 6.  | «Make the Money»                                           | Haggerty Lewis                           | 3:44     |  |
| 7.  | «Neon Cathedral» (featuring Allen Stone)                   | Haggerty Lewis Stone                     | 4:34     |  |
| 8.  | «BomBom» (featuring The Teaching)                          | Haggerty Lewis                           | 4:55     |  |
| 9.  | «White Walls» (featuring Schoolboy Q and Hollis)           | Haggerty Lewis Quincy Hanley Hollis Wear | 3:40     |  |
| 10. | «Jimmy Iovine» (featuring Ab-Soul)                         | Haggerty Lewis Herbert Stevens IV        | 3:53     |  |
| 11. | «Wing$»                                                    | Haggerty Lewis Wear Andrew Joslyn        | 4:59     |  |
| 12. | «A Wake» (featuring Evan Roman)                            | Haggerty Lewis Roman                     | 3:46     |  |
| 13. | «Gold» (featuring Eighty4 Fly)                             | Haggerty Lewis Devon Taylor              | 4:11     |  |
| 14. | «Starting Over» (featuring Ben Bridwell of Band of Horses) | Haggerty Lewis Bridwell                  | 4:11     |  |
| 15. | «Cowboy Boots»                                             | Haggerty Lewis                           | 4:16     |  |

| Deluxe edition (bonus tracks) |               |                |          |  |
| N.º                           | Título        | Escritor(es)   | Duración |  |
| 16.                           | «Castle»      | Haggerty Lewis | 4:18     |  |
| 17.                           | «My Oh My»    | Haggerty Lewis | 4:17     |  |
| 18.                           | «Victory Lap» | Haggerty Lewis | 3:34     |  |

## Listas
| Lista (2012–13)                         | Mejor posición |
| --------------------------------------- | -------------- |
| Australia (ARIA)                        | 2              |
| Austria (Ö3 Austria)                    | 14             |
| Bélgica (Ultratop flamenca)             | 11             |
| Bélgica (Ultratop valona)               | 17             |
| Canadá (Billboard Canadian Albums)      | 4              |
| Dinamarca (Hitlisten)                   | 25             |
| Países Bajos (Album Top 100)            | 18             |
| Francia (SNEP)                          | 19             |
| Alemania (Media Control Charts)         | 6              |
| Irish Albums (IRMA)                     | 52             |
| Italia (FIMI)                           | 16             |
| Nueva Zelanda (Recorded Music NZ)       | 1              |
| Noruega (VG-lista)                      | 15             |
| España (PROMUSICAE)                     | 46             |
| Suecia (Sverigetopplistan)              | 7              |
| Suiza (Schweizer Hitparade)             | 10             |
| UK Albums (OCC)                         | 19             |
| UK R&B Albums (OCC)                     | 1              |
| Estados Unidos (Billboard 200)          | 2              |
| Estados Unidos (Digital Albums)         | 1              |
| Estados Unidos (Top R&B/Hip-Hop Albums) | 1              |
| Estados Unidos (Top Rap Albums)         | 1              |
| Estados Unidos (Independent Albums)     | 1              |
| Estados Unidos (Top Tastemaker Albums)  | 7              |

| Lista (2013)                          | Posición |
| ------------------------------------- | -------- |
| Australian Albums Chart               | 13       |
| Belgian Albums Chart (Flanders)       | 36       |
| Belgian Albums Chart (Wallonia)       | 61       |
| Dutch Albums Chart                    | 68       |
| Germany (Official German Charts)      | 38       |
| New Zealand Albums Chart              | 10       |
| Swiss Albums Chart                    | 25       |
| US Billboard 200                      | 15       |
| US Digital Albums (Billboard)         | 4        |
| US Independent Albums (Billboard)     | 3        |
| US Top R&B/Hip-Hop Albums (Billboard) | 5        |
| US Top Rap Albums (Billboard)         | 3        |

## Certificaciones
| Territorio     | Organismo certificador | Certificación | Ventas certificadas | Simbolización | Ref.          |        |        |        |
| Europa         | Europa                 | Europa        | Europa              | Europa        | Europa        | Europa | Europa | Europa |
| -------------- | ---------------------- | ------------- | ------------------- | ------------- | ------------- | ------ | ------ | ------ |
| Austria        | IFPI Austria           | Oro           | 7,500x              |               | [ 64 ]        |        |        |        |
| Francia        | SNEP                   | Platino       | 100,000*            |               | [ 65 ]        |        |        |        |
| Alemania       | BVMI                   | Platino       | 00,000^             |               | [ 66 ]        |        |        |        |
| Noruega        | IFPI Noruega           | Oro           | 15,000*             |               | [ 67 ]        |        |        |        |
| Suecia         | GLF                    | Platino       | 40,000^             |               | [ 68 ]        |        |        |        |
| Suiza          | IFPI Suizo             | Oro           | 15,000x             |               | [ 69 ]        |        |        |        |
| Reino Unido    | BPI                    | Oro           | 197,578             |               | [ 70 ] [ 71 ] |        |        |        |
| América        |                        |               |                     |               |               |        |        |        |
| Canadá         | Music Canada           | Platino       | 80,000^             |               | [ 72 ]        |        |        |        |
| Estados Unidos | RIAA                   | Platino       | 1,490,000           |               | [ 73 ] [ 6 ]  |        |        |        |
| Australia      |                        |               |                     |               |               |        |        |        |
| Nueva Zelanda  | RIANZ                  | Platino       | 15,000^             |               | [ 74 ]        |        |        |        |
| Australia      | ARIA                   | 2x Platino    | 140,000^            | ,             | [ 75 ]        |        |        |        |